# VisSim
VisSim is een visuele programmeertaal ontworpen voor het modelleren van dynamische systemen, alsmede het ontwerp, gebaseerd op modellen, van embedded systemen. VisSim combineert een intuïtieve interface voor het creëren van blokdiagrammen, met een krachtige modellering kernel. Het is ontwikkeld door Visual Solutions, een Amerikaans bedrijf in Massachusetts.

## Applicaties

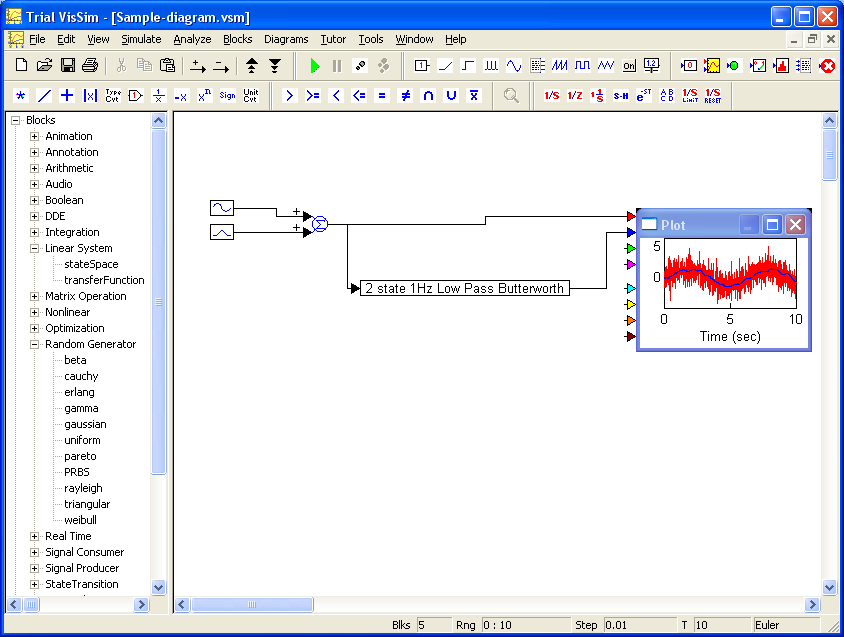
VisSim scherm met simpel blokdiagram.

VisSim wordt veelal gebruikt voor meet- en regeltechniek. Door de intuïtieve simulatie mogelijkheden, leent het zich makkelijk voor prototype testing en simulatie in de procesautomatisering zoals het verbeteren van elektromotors, PID-regelaars, en specifieke hardware zoals moederbords. Het is mogelijk om met VisSim diverse lagen van blokdiagrammen te tekenen, waardoor het mogelijk is om gehele fabrieken te modelleren. Door import- en exportmogelijkheden kan VisSim in realtime praten met andere applicaties, en is het ook mogelijk om C broncode te genereren voor gebruik in firmware of andere oudere systemen.
VisSim is niet branche-specifiek, maar wordt voornamelijk gebruikt door bedrijven waar precisie vereist is, terwijl ontwikkeltrajecten langdurig zijn. Voorbeelden zijn in de lucht- en ruimtevaart, wind-energie, medische meet- en regeltechniek, en de auto-industrie.

## Academische programma

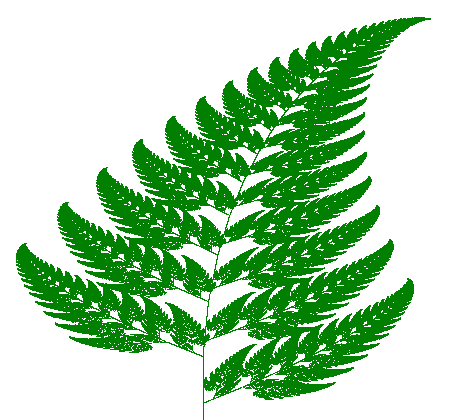
De Barnsley fern fractal, gemaakt met een VisSim model.

VisSim versie 3 is gratis beschikbaar voor technische universiteiten en andere geaccrediteerde opleidingen. Tevens wordt de laatste versie met alle add-on mogelijkheden tegen een sterke korting aangeboden. Er zijn diverse VisSim modellen gratis beschikbaar die ontwikkeld zijn als onderdeel van academisch onderzoek. VisSim wordt bijvoorbeeld gebruikt in innovatiegerichte onderzoeksprogramma's (IOP) zoals bij de Universiteit Twente (EWI), die in samenwerking met TU Delft en de Thales Groep werkt aan Electromagnetic Interference (EMI) oplossingen. In Nederland wordt VisSim al jaren gebruikt door de TU Delft, maar het wordt daar soms verward met een Duits softwarepakket met dezelfde spelling.

## Model Exchange
Voor demonstratie doeleinden is het mogelijk om modellen te delen met anderen middels de gratis viewer. De viewer kan gratis gedownload worden van de VisSim website nadat de gebruiker zich registreert (wat ook nodig is voor downloaden van de handleidingen en gratis demonstratie modellen).

## Model-basedontwerp
Het doel van model-based ontwerp is door middel van "Wat-als?" scenario's, de ontwikkel-cycli voor hardware te verkorten. Het is mogelijk om een hiërarchische structuur van blokdiagrammen te bouwen in VisSim. Met een virtuele controller, kan hierdoor simulatie van het gehele systeem offline plaatsvinden, zonder verstoring van productie.

## VisSim add-on's
- Fysieke laag communicatiesysteem simulatie (modulatoren, encoders, PLL's, Costas Loop, Fasemodulatie (BPSK, QPSK, DQPSK), QAM, Bit Error Rate (BER), Eye Diagram, Viterbi algoritme, Reed-Solomoncode, enz)
- Frequentiedomein analyse (Bodediagram, Root locus, Nyquist plot)
- CAN-bus (Controller Area Network) packet lezen en schrijven
- Automatische C (programmeertaal) code generatie
- Elektrische motor simulatie bibliotheek voor AC inductie, Borstelloze DC, en Stappenmotoren
- Neurale netwerken
- OPC (OLE for Process Control) client geeft lezen en schrijven van OPC-tags voor real-time simulatie van SCADA/HMI virtuele plants
- Global optimalisatie van de systeemparameters
- Real-time analoog signaal en digitale I/O onder Windows
- Fixed-point rekenkunde blokset voor bit-true simulatie en code generatie (middels een eigen fx notation als verbetering op de Q-notatie die het mogelijk maakt om VisSim modellen te gebruiken voor zowel 16-bit, 32-bit, als 64-bit targets)
- Embedded systeem targeting voor Texas Instruments C2000 en MSP430 chips. Ondersteunt on-chip randapparatuur, zoals seriële poorten, CAN, PWM, Quadrature Encoder Pulse (QEP), Event Capture, Serial Peripheral Interface Bus (SPI), I²C, analoog-digitaalomzetter (ADC), digitaal-analoogomzetter (DAC), en GPIO.